# شيرتسي (كيبك)
شيرتسي (بالإنجليزية: Chertsey, Quebec)‏ هي بلدية محلية في كيبيك تقع في كندا في Matawinie Regional County Municipality. يقدر عدد سكانها بـ 4,836 نسمة ومساحتها 301.70 كم2 .